# Say It (singel Booty Luv)
Say It – pierwszy singel zapowiadający drugą płytę zespołu Booty Luv. Utwór został wydany 31 sierpnia 2009, a jego radiowa premiera nastąpiła 10 sierpnia 2009 w radiu BBC Radio One.

## Lista utworów
Wydanie UK
1. Say It (Radio Edit)
2. Say It (Warren Clarke Vocal Mix)

UK Digital download
1. Say It (Radio Edit)
2. Say It (Extended Mix)
3. Say It (Warren Clarke Vocal Mix)
4. Say It (Robot Lovers Remix)
5. Say It (Hott 22 Remix)
6. Say It (Sidechains Remix)
7. Say It (Nero Remix)

UK Promo CD
1. Say It (Radio Edit)
2. Say It (Extended Mix)
3. Say It (Warren Clarke Remix)
4. Say It (Robot Lovers Remix)
5. Say It (Hott 22 Remix)
6. Say It (Sidechains Vocal Remix)
7. Say It (Nero Remix)
8. Say It (Warren Clarke Dub)
9. Say It (Instrumental Edit)

## Pozycje na listach
| Lista (2009)     | Najwyższa pozycja |
| ---------------- | ----------------- |
| UK Singles Chart | 16                |